# Avot de Rabí Natán
El Avot de Rabí Natán (en hebreo: אבות דרבי נתן) es un tratado extra-talmúdico. Existen dos versiones de este tratado, de 41 y 48 capítulos cada una: la primera habitualmente es imprimida al lado de los tratados menores del Talmud, como un apéndice del orden de Nezikín del Talmud de Babilonia, y en su estructura es parecido a un Midrash. No se basa en un pasaje de la Biblia, sino en un tratado de la Mishná, en una versión del tratado de Pirkei Avot, anterior a la versión que fue canonizada por Yehudah Hanasí, y que según la tradición se enseñó en la academia del Rabino Natán. Sin embargo, aunque ha sido atribuido a este sabio de la época de la Mishná, el Avot del Rabino Natán fue posiblemente escrito en la era de los Gueonim. Su estilo es menos formal que el tratado de Pirkei Avot y contiene algunas tradiciones únicas.